# Repubblica di Cina (1912-1949)
La Repubblica di Cina o Repubblica Cinese fu uno Stato dell'Asia orientale nato in seguito alla Rivoluzione repubblicana del 1911, quando l'Impero Qing collassò. La repubblica venne proclamata il 1º gennaio 1912 e cessò di esistere con la fondazione della Repubblica Popolare Cinese il 1º ottobre del 1949.
La repubblica ereditò la debole posizione internazionale risalente all'ultimo periodo Qing, aggravata da una forte instabilità politica interna. I governi repubblicani dovettero fronteggiare le pesanti interferenze dei paesi occidentali e del Giappone, sia in forme semi-coloniali che in vere e proprie aggressioni militari come nel caso dell'espansionismo nipponico. Anche sul piano interno i governi, spesso retti da figure legate agli ambienti militari, si rivelarono fragili e poco consistenti, almeno fino all'ascesa del Partito nazionalista.
Inoltre, durante la prima metà del Novecento si assistette ad una forte crescita del movimento comunista in Cina - sia pure con alti e bassi - che sfociò nella lotta armata col governo repubblicano. Tra il 1946 e il 1949, l'ultima fase della guerra civile vide la vittoria del Partito Comunista Cinese, che si affermò con la fondazione della Repubblica Popolare nella Cina continentale. Contemporaneamente, i nazionalisti si rifugiarono a Taiwan rivendicando l'eredità della Repubblica di Cina.

## Storia

### Nascita della Repubblica

#### Rivoluzione repubblicana
La rivoluzione repubblicana in Cina ebbe inizio con la rivolta di Wuchang, avvenuta il 10 ottobre del 1911 ad opera di alcune organizzazioni che puntavano a rovesciare la dinastia Qing. Tra esse, la più importante era la Lega giurata o Tongmenghui guidata da Sun Yat-sen. La rivolta ebbe successo e presto l'esempio si diffuse in tutto il paese, portando alla secessione di numerose province.
Nel frattempo la corte imperiale nominò primo ministro il generale Yuan Shikai, fondatore del Nuovo Esercito, con l'intento di riformare l'Impero in una monarchia costituzionale. Huang Xing, collaboratore di Sun Yat-sen, propose allora al generale la carica di presidente della futura repubblica se avesse appoggiato la rivoluzione con le sue armate. Il 1º gennaio 1912 venne proclamata la repubblica da parte dei delegati di sedici assemblee provinciali riunitesi a Nanchino; Sun Yat-sen venne nominato presidente provvisorio, ma nel giro di qualche mese dovette rinunciare a favore di Yuan Shikai.
Per l'Impero Qing invece era ormai la fine: il 12 febbraio del 1912 venne concordata l'abdicazione dell'imperatore Pu Yi, un fanciullo di sei anni, in cambio di un'indennità annuale e il privilegio di poter continuare a vivere nella Città Proibita.
Alla caduta della monarchia le province periferiche del Tibet e dello Xinjiang si resero autonome. La Mongolia divenne indipendente perché era soltanto un territorio della Corona, e al momento della dissoluzione della dinastia, non sussistevano ormai più legami con la Cina. Rimasero inoltre alcuni territori dominati da dinastie locali e indipendenti, i Resti dell'Impero del Grande Qing.

#### Governo di Yuan Shikai
Nel dicembre 1912 erano previste le prime elezioni per la neonata repubblica, per la composizione di una Assemblea nazionale. Per partecipare alla competizione elettorale Sun Yat-sen decise di trasformare la Lega giurata in un vero e proprio partito politico, che prese il nome di Partito nazionalista (Kuomintang). Il Partito nazionalista vinse le elezioni, tenutesi a suffragio ristretto, ottenendo il 45% dei seggi.
Il Kuomintang aveva designato come primo ministro Song Jiaoren, stretto collaboratore di Sun; tuttavia, nel marzo del 1913, venne assassinato mentre si recava a Pechino per formare il nuovo governo. Nel frattempo, la posizione di Yuan Shikai si fece progressivamente sempre più autoritaria: tra il 1913 e il 1914 sciolse tutte le assemblee rappresentative (compreso il neocostituito parlamento) e mise fuorilegge il Partito nazionalista. La reazione dei nazionalisti portò alla cosiddetta "Seconda Rivoluzione", che però venne subito arrestata e si risolse in una disfatta per i rivoluzionari.
Yuan Shikai era convinto che il continuo disordine sociale potesse essere fermato solamente costruendo un forte stato centralizzato. Per fare ciò, tentò un progetto di restaurazione imperiale. Nell'agosto del 1915 venne avviata una campagna di proclamazione di Yuan come nuovo imperatore, operazione che tuttavia incontrò sempre più dissensi, sia tra la popolazione che nelle stesse forze armate. La resistenza anti-imperiale sfociò in una rivolta che si interruppe solamente con la morte dello stesso Yuan Shikai nel giugno 1916.
Alla morte di Yuan la Cina versava in una forte instabilità politica; il vuoto di potere che si era creato lasciò spazio all'intervento di numerose figure, legate ad eserciti e fazioni militari, che saranno definite infatti "signori della guerra" (warlords o junfa in cinese).

### Periodo dei signori della guerra
Il periodo successivo al 1916 viene definito come "dei signori della guerra" poiché vide il susseguirsi di personaggi legati agli ambienti militari, intenti a contendersi le massime cariche della repubblica e a crearsi spazi di potere territoriali. Molti di questi warlords provenivano dal Gruppo del Beiyang, legato all'omonima armata di cui era stato comandante Yuan Shikai. All'interno di questo gruppo emersero due principali fazioni, chiamate Anfu e Zhili; la prima era guidata da Duan Qirui, mentre la seconda da Feng Guozhang. Un'altra importante "cricca", come venivano chiamate, era quella del Fengtian, che aveva la propria base nel Nord-est (in Manciuria).
Nel luglio del 1917 ci fu un breve tentativo da parte del generale monarchico Zhang Xun di riportare sul trono Pu Yi, in quella che venne definita Restaurazione Manciù; tuttavia Zhang venne rapidamente travolto dall'attacco degli altri comandanti militari. Questo fu il primo scontro di una lunga serie tra i diversi eserciti dei signori della guerra: nel 1920 scoppiò il primo serio conflitto tra Anfu e Zhili, seguito da altri due scontri tra Zhili e Fengtian.
Mentre la Cina centrale e settentrionale rimaneva coinvolta nei combattimenti tra diverse fazioni ed eserciti, nel 1917 a Canton venne fondato un governo dissidente da parte di Sun Yat-sen, con l'appoggio di gruppi militari locali. Sun si pose alla testa del Movimento di protezione della costituzione con l'obiettivo di ripristinare il parlamento di Pechino - sciolto per l'ennesima volta - in nome della Costituzione e combattere i signori della guerra al Nord, riunificando la Cina. Tuttavia il tentativo di Sun si infranse già l'anno successivo: i generali delle province meridionali non avevano intenzione di affrontare i loro omologhi, cercando piuttosto di creare una base di potere autonoma nel Sud e nel Sud-ovest.

#### Partecipazione alla prima guerra mondiale
Nonostante avesse proclamato inizialmente la propria neutralità, la Cina venne coinvolta nella Prima guerra mondiale sin dall'agosto del 1914, quando l'Impero giapponese attaccò la provincia dello Shandong, che di fatto era sotto controllo coloniale tedesco. Lo stesso Giappone l'anno successivo, approfittando della distrazione delle potenze europee, cercò di rafforzare i propri interessi sulla precaria Repubblica di Cina.
Nel gennaio del 1915 il Giappone presentò dunque al debole governo cinese le "ventuno richieste", nelle quali si imponeva il riconoscimento degli interessi giapponesi su larghe parti del territorio cinese, nonché la partecipazione di consiglieri giapponesi nella pubblica amministrazione. Ciò suscitò un'ondata di indignazione nella popolazione cinese, cosicché Tokyo dovette recedere almeno dall'ultimo punto, che di fatto avrebbe trasformato la Cina in un protettorato giapponese. Tuttavia, il debole governo di Yuan Shikai non poté che accettare le altre richieste.
Successivamente alla morte di Yuan, la Cina venne sollecitata più volte per l'ingresso nel conflitto. Nell'aprile del 1917 venne dichiarata guerra alla Germania da parte del primo ministro Duan Qirui, con il determinante sostegno del Giappone, nonostante le critiche rivolte da più parti come ad esempio da Sun Yat-sen. La motivazione dell'intervento di Duan era di poter riacquistare la sovranità sullo Shandong in caso di sconfitta della Germania. Tuttavia, alla conferenza di Versailles le aspettative cinesi furono infrante: lo Shandong infatti fu assegnato al Giappone, con solo una vaga promessa di restituzione da parte di quest'ultimo alla Cina.

#### Il dopoguerra
Nel dopoguerra si verificarono notevoli cambiamenti nella politica cinese, con la riorganizzazione delle forze rivoluzionarie attorno alla figura di Sun Yat-sen e l'ingresso sulla scena politica dei movimenti di massa. La contestazione più importante fu il Movimento del 4 maggio 1919 che vide la protesta di numerosi giovani e studenti in diverse città, in seguito alla delusione scaturita dalle decisioni prese alla Conferenza di Versailles. Nel frattempo, il 10 ottobre dello stesso anno, Sun rifondò il Partito nazionalista cinese con il determinante sostegno dei sovietici. Il 1º luglio del 1921 invece venne fondato a Shanghai il Partito Comunista Cinese, mentre nello stesso periodo ci fu una forte mobilitazione da parte delle masse urbane, in particolare degli operai e delle organizzazioni sindacali, con frequenti scioperi e manifestazioni popolari.
Con l'obiettivo di rovesciare il governo di Pechino e riunificare la Cina, nel 1924 i nazionalisti strinsero un'alleanza col Pcc che venne chiamato "Fronte Unito". Nei piani di Sun, da Canton, base dei rivoluzionari, sarebbe dovuta partire una spedizione verso Nord: per farlo però occorreva creare un esercito efficace. Grazie all'appoggio dell'URSS, che inviò armi, finanziamenti e consiglieri militari, venne fondata l'Accademia militare di Whampoa (Huangpu) al cui comando venne posto Chiang Kai-shek.
Tra il 1924 e il 1925 il neocostituito esercito rivoluzionario riuscì a consolidare il governo nazionalista di Canton grazie alle vittorie conseguite contro le truppe di Chen Jiongming, ex alleato di Sun, e alcuni signori della guerra. La strada per la conquista del Nord sembrava pronta; tuttavia, nell'autunno del 1924 si aprì l'ipotesi di mediazione diplomatica coi signori della guerra. Infatti, in seguito al colpo di Pechino da parte di Feng Yuxiang, Sun venne invitato da quest'ultimo a partecipare ad una Conferenza per la riunificazione nazionale. Il tentativo però si dimostrò fallimentare, anche per via della morte di Sun Yat-sen, avvenuta a Pechino il 12 marzo del 1925.
Con la morte di Sun si verificarono profondi rivolgimenti, sia nella società cinese che all'interno del Fronte Unito. Il 30 maggio del 1925 ci fu un'ondata di manifestazioni popolari che prese il nome di Movimento del 30 maggio; scioperi e proteste si susseguirono in tutta la Cina meridionale in maniera sempre più intensa e violenta. Nel frattempo nel Partito nazionalista si diffuse un clima di tensione tra i sostenitori e gli antagonisti del Fronte Unito, che sfociarono nella "crisi di marzo" del 1926.

### Decennio di Nanchino

#### Spedizione al Nord e riunificazione
Il 1º luglio del 1926 Chiang Kai-shek diede avvio alla Spedizione del Nord contro i signori della guerra, primo tra tutti Wu Peifu, che nel mentre si era alleato col vecchio rivale Zhang Zuolin. In realtà l'Esercito nazionale rivoluzionario non marciò immediatamente su Pechino, controllata da Zhang; la prima fase prevedeva la conquista dell'area dello Yangzi e della Cina meridionale. All'inizio del 1927 erano state prese le province dell'Hunan, l'Hubei, lo Jiangxi e il Fujian, mentre lo Guangxi e il Guizhou avevano concordato una resa.
Terminata questa prima fase emersero dei seri contrasti all'interno del Fronte Unito: da una parte i comunisti e i sostenitori del Fronte, appoggiati dei sovietici, si erano installati a Wuhan; dall'altra parte Chiang Kai-shek e i suoi i fedeli che avevano la propria base a Nanchang. Le divergenze apparvero insanabili, così che Chiang mosse autonomamente verso Shanghai, controllata da Sun Chuanfang. A Shanghai nel frattempo si erano verificate delle importanti insurrezioni operaie, coi sindacati e le milizie legate a Wuhan che avevano preso il potere in città quando a marzo del 1927 arrivarono le truppe di Chiang.
Tra l'11 e il 12 aprile le sedi dei sindacati furono attaccate dalle truppe di Chiang Kai-shek, con l'aiuto di elementi della criminalità organizzata, in quello che fu definito massacro di Shanghai. Da qui la repressione contro le forze di sinistra si diffuse in tutta la Cina, portando alla dissoluzione di fatto del Fronte Unito: i comunisti furono costretti alla clandestinità, mentre Chiang decise di proseguire la marcia verso Pechino.
Zhang Zuolin nel frattempo aveva lasciato Pechino sotto la pressione giapponese per rifugiarsi in Manciuria; tuttavia morì il 4 giugno del 1928 nell'Incidente di Huanggutun provocato da ufficiali giapponesi, i quali intendevano provocare una crisi per sollecitare l'intervento di Tokyo nell'area. Con la presa della capitale si affermò definitivamente il dominio dei nazionalisti, che insediarono il nuovo governo a Nanchino il 10 ottobre del 1928.

#### Governo nazionalista

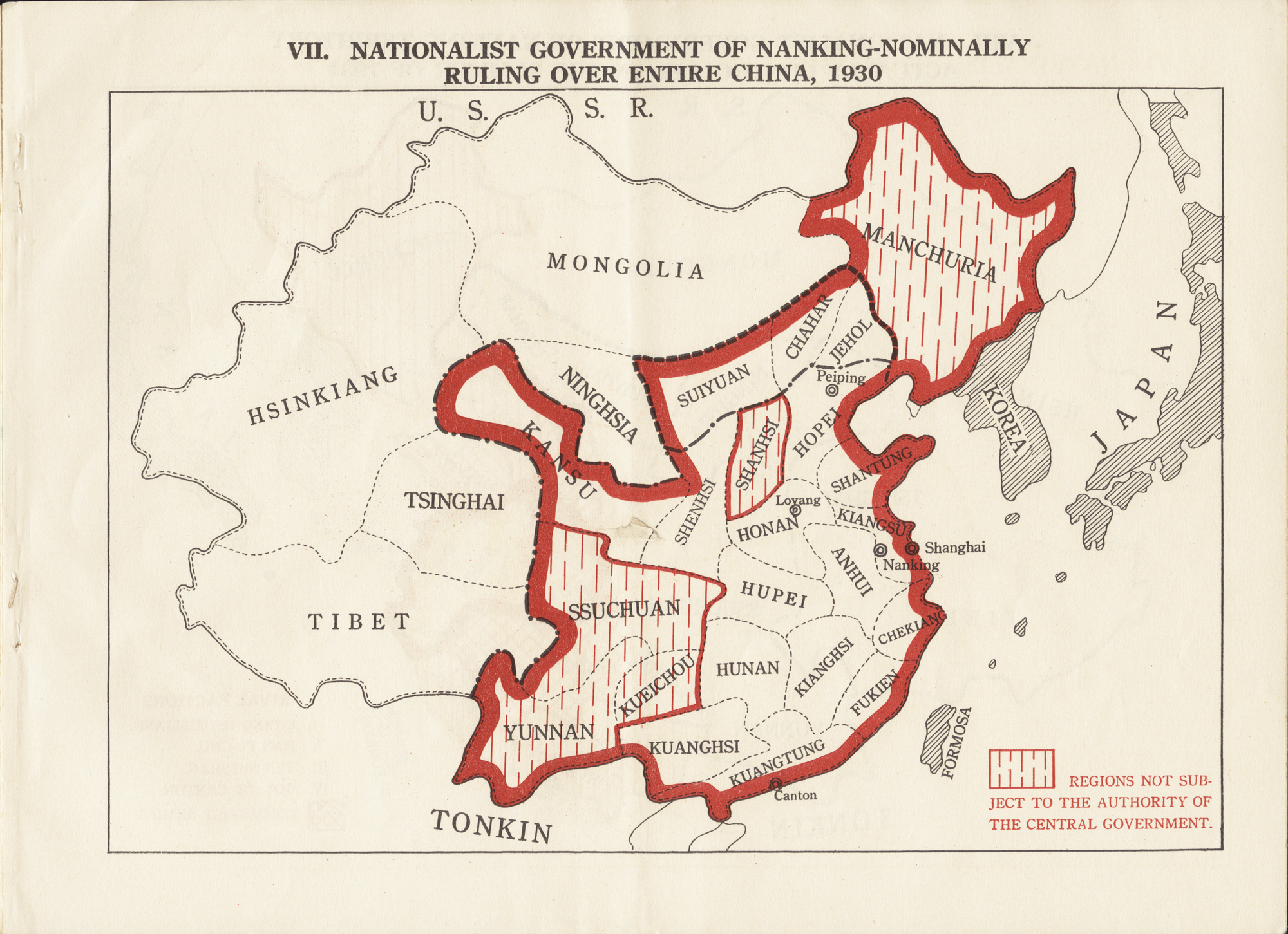
Mappa della Cina con evidenziato il governo nazionalista di Nanchino

I nazionalisti, ora al potere, dovevano affrontare diverse tematiche: il ripristino dell'assetto istituzionale; la questione comunista; i problemi economici e sociali; la riaffermazione della Cina sul panorama internazionale. Tra la fine degli anni Venti e l'inizio degli anni Trenta le strutture dello Stato vennero ridisegnate in base ai principi di Sun Yat-sen, in particolare sull'articolazione dei poteri nei cinque "Yuan".
Il governo dei nazionalisti fu caratterizzato da una forte centralizzazione e una certa tendenza alla gerarchizzazione della società. Inoltre ci fu una propensione verso la personalizzazione del potere nelle mani di Chiang Kai-shek, che arrivò a cumulare le più importanti cariche del partito e dello Stato, oltre dell'esercito di cui era generalissimo. All'interno dello stesso Kuomintang inoltre si formarono diverse fazioni e nuclei di potere, come la cricca di Whampoa (legata all'Accademia militare) o altre organizzazioni come le camicie azzurre o la Società per l'Azione Vigorosa.
Nonostante i nazionalisti avessero proclamato formalmente la riunificazione del paese, rimanevano alcune questioni insolute. I signori della guerra infatti rappresentavano ancora, sia pure in forme diverse, una minaccia all'integrità dello Stato; se con alcuni di loro furono raggiunti dei compromessi - molti warlords infatti acquisirono incarichi di potere - altri comandanti militari rifiutarono di smobilitare le proprie truppe. Le spese militari infatti gravavano in maniera pesante sul bilancio dello Stato, ma allo stesso tempo i processi di riorganizzazione dell'esercito incontrarono forti ostilità: di conseguenza l'unica possibilità per il governo fu muovere guerra ai comandanti provinciali in una serie di scontri protrattisi tra il 1929 e il 1931. La frammentazione politica fu ricomposta, ma ancora al 1935 Nanchino controllava solo 11 delle 18 province cinesi; allo scoppio della guerra col Giappone un terzo delle province sfuggiva ancora al controllo del governo centrale.
Anche l'espansionismo giapponese continuava a minacciare la Repubblica. Già durante la Spedizione del Nord un incidente a Jinan tra truppe giapponesi e cinesi accrebbe il sentimento di avversione da entrambe le parti. Le ostilità proseguirono, in un'escalation dell'aggressione giapponese: il 18 settembre del 1931 l'Incidente di Mukden divenne il pretesto per l'invasione della Manciuria, dove in breve tempo venne instaurato lo stato fantoccio del Manciukuò.
La popolazione cinese reagì duramente all'ennesima umiliazione subita da una potenza estera: come già avvenuto in passato venne proclamato un boicottaggio delle merci giapponesi. A Shanghai in particolare la tensione raggiunse livelli così alti che la Marina imperiale giapponese giunse a bombardare la città; la XIX Armata oppose resistenza, scatenando un conflitto che durò da gennaio a marzo del 1932. Tra il 1933 e il 1935 l'espansione nipponica proseguì in maniera quasi incontrastata: il governo cinese fu costretto a firmare il penalizzante Armistizio di Tanggu che pose fine all'invasione della Manciuria. Durante questo periodo Nanchino sembrò più intenzionata a perseguire i comunisti che non a contrastare efficacemente l'avanzata giapponese; ad esempio, la XIX Armata dopo i fatti di Shanghai venne smembrata. Un mutamento delle strategie nazionaliste avvenne solo sul finire del 1935, anche in seguito a manifestazioni patriottiche come il Movimento del Nove Dicembre.

#### I comunisti e la guerra civile

Mappa delle zone sotto controllo comunista e dei movimenti durante la Lunga Marcia

Dal 1925 al 1927 il Partito comunista cinese passò da un ruolo di primo piano, grazie allo sviluppo dei movimenti sindacali operai e contadini, a condizioni estremamente difficili in seguito alla repressione del Kuomintang, costringendo i comunisti a dover operare in clandestinità. Una prima insurrezione lanciata nel settembre del 1927 - detta "Rivolta del raccolto autunnale" - si risolse in un pieno fallimento. Dunque, per difendersi dai nazionalisti furono studiate e attuate diverse strategie che vedevano il proprio cardine ora nella realtà urbana e operaia ora tra i contadini nelle campagne.
Al VI Congresso del Pcc venne proposto il concetto di soviet, inteso sia come base del futuro Stato ma anche per indicare le basi territoriali da cui i comunisti dovevano partire per prendere il potere. Altresì si cominciò a formare l'esercito che prese il nome di Armata Rossa. Col tempo i comunisti crearono nelle campagne numerose basi territoriali, in particolar modo ai confini tra le diverse province, dove poterono elaborare le proprie strategie e nel contempo addestrare le masse. Esse dovevano rappresentare agli occhi del governo di Nanchino un serio pericolo.
Dunque i nazionalisti decisero di lanciare delle "Campagne di sterminio e annientamento" verso le basi rurali del Pcc: la prima partì proprio nel 1930, l'ultima nel 1933-1934, per un totale di cinque campagne. Le prime quattro risultarono fallimentari, mentre la quinta ebbe successo: i comunisti dovettero abbandonare le proprie postazioni, iniziando la celebre "Lunga marcia" verso il Nord-ovest.
Nel frattempo il Pcc si stava rafforzando: nel novembre del 1931 venne fondata la Repubblica Sovietica Cinese, che divenne un vero e proprio anti-Stato con un proprio sistema di governo. I comunisti nelle aree sotto il loro controllo applicarono numerosi interventi legislativi, tra cui spiccano la riforma agraria e la legge sul matrimonio. Tuttavia le "basi rosse" della Cina centrale furono costantemente aggredite dalle truppe nazionaliste fino al completo smantellamento nell'ottobre del 1934. Durante la "Lunga Marcia", durata più di un anno, le diverse truppe comuniste furono impegnate in azioni di guerriglia e schermaglie e si ricongiunsero nello Shaanxi, nella Cina settentrionale, decimate e stremate.
Dal 1936 la città di Yan'an divenne il quartier generale del Pcc, dove i comunisti si fermarono per potersi riorganizzare. Tra le questioni più urgenti figuravano adesso un armistizio con l'esercito nazionalista e la crescente minaccia giapponese; per questo motivo vennero avviati negoziati con Nanchino in funzione di una nuova alleanza anti-nipponica, a favore dell'unità nazionale.

### Seconda guerra sino-giapponese

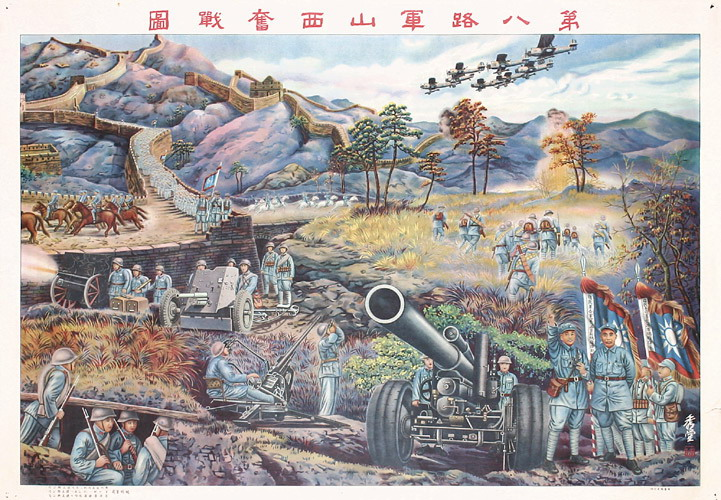
Propaganda bellica: l'Ottava Armata della Strada nello Shanxi

Nel dicembre del 1936 Chiang Kai-shek, mentre era impegnato a lanciare un ulteriore attacco contro i comunisti, venne rapito dal suo generale Zhang Xueliang in quello che divenne noto come Incidente di Xi'an. Zhang infatti richiedeva la cessazione della guerra civile e un maggior impegno contro l'invasore nipponico; nel frattempo il Pcc, inizialmente favorevole all'ammutinamento, su pressione di Mosca si riavvicinò al Kuomintang. Si può dire che l'intento andò a buon fine: subito dopo il rilascio di Chiang vennero intavolate trattative tra nazionalisti e comunisti, che sfociarono nella creazione di un secondo Fronte Unito in chiave anti-giapponese.
Infatti, mentre erano in opera i negoziati a Nanchino, il Giappone riaprì le ostilità senza alcuna dichiarazione formale. L'Incidente del ponte di Marco Polo, svoltosi il 7 luglio del 1937, viene considerato come l'atto di inizio di un nuovo conflitto tra l'Impero giapponese e la Cina, nonostante scontri e tensioni non si fossero mai arrestati. L'invasione dei nipponici fu rapida: a luglio Pechino e Tianjin erano cadute, mentre a novembre anche Shanghai era persa. La strada per Nanchino era spianata, e il governo nazionalista si trasferì a Chongqing, nell'interno. Nanchino, ritenuta indifendibile e per questo già abbandonata, fu presa dai giapponesi nel dicembre del 1937: nelle settimane che seguirono l'esercito invasore devastò la città, causando stupri di massa e uccidendo ferocemente la popolazione civile. L'evento, uno dei più grandi crimini di guerra mai commessi, viene ricordato come il massacro di Nanchino.
Verso la fine del 1938 il Giappone controllava gran parte dei centri industrializzati e dei principali nodi ferroviari cinesi; tuttavia, la guerra in questo periodo vide una fase di stallo, con l'avanzata nipponica che lasciò il posto a scontri dispersi di minor intensità. Nel frattempo, nei territori occupati vennero insediati alcuni governi collaborazionisti. Nel dicembre del 1937 fu stabilito a Pechino il Governo provvisorio della Cina settentrionale guidato da Wang Kemin, mentre nel marzo del 1938 venne fondato il Governo riformato della Repubblica di Cina con a capo Liang Hongzhi. Il 30 marzo del 1940 venne stabilito a Nanchino il Governo Nazionale Riorganizzato della Repubblica di Cina con a capo Wang Jingwei, già membro di spicco del Partito nazionalista e per questo ritenuto dai giapponesi una figura autorevole, capace di porsi in alternativa a Chiang Kai-shek. Questo governo filonipponico crollerà di fatto nel 1944, anno in cui lo stesso Wang morì.
Tuttavia i rapporti interni al Secondo Fronte Unito stavano peggiorando: nel 1940, mentre l'Ottava Armata della Strada lanciava la più grossa offensiva contro i giapponesi, a sud la formazione comunista della Nuova Quarta Armata venne accerchiata e attaccata dalle truppe nazionaliste. L'Incidente dell'Anhui meridionale pose di fatto fine alla collaborazione tra Kuomintang e Pcc. Una svolta si ebbe con l'ingresso in guerra degli Stati Uniti e l'inizio della Guerra del Pacifico: le pur incessanti offensive giapponesi furono arrestate, mentre la Cina - che nel 1941 aveva dichiarato guerra alla Germania nazista - assumeva un ruolo fondamentale negli sviluppi della Seconda guerra mondiale, confermata dalla partecipazione di Chiang Kai-shek alla Conferenza del Cairo. Il presidente statunitense Roosevelt sostenne fermamente le rivendicazioni cinesi, cercando di presentare il paese quale "quarta potenza" al fianco di USA, URSS e Regno Unito.
Con la sconfitta dei Paesi dell'Asse la Cina si ritrovò fra le potenze vincitrici, ottenendo un seggio permanente nel Consiglio di sicurezza delle Nazioni Unite.

### Ripresa della guerra civile

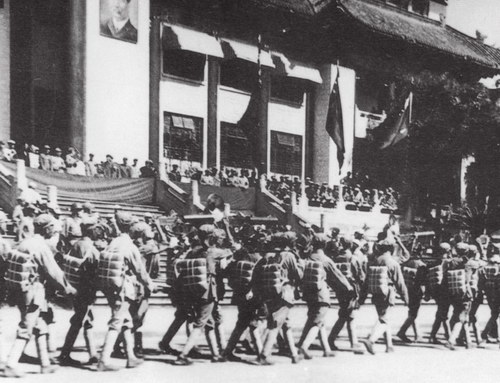
Truppe dell'Esercito Popolare di Liberazione entrano a Canton

Alla fine del conflitto i nazionalisti poterono riprendere il controllo del paese, grazie anche all'aiuto americano, sottratto ai giapponesi sconfitti; tuttavia, i comunisti controllavano ancora vasti territori nella Cina centrale e settentrionale, suddivisi in diciannove basi. Ad aggravare la situazione arrivò l'Invasione sovietica della Manciuria che era stata avviata dopo l'attacco dell'URSS al Giappone. Si prospettava così una complicata ricostruzione del paese, con interferenze e sostegni sovietici e statunitensi verso entrambe le parti.
Sotto il controllo degli Stati Uniti vennero avviate le mediazioni tra Pcc e Kuomintang, inizialmente guidate dal diplomatico Patrick Jay Hurley, poi nel novembre 1945 sostituito dal generale George Marshall. Inizialmente venne stilato un accordo di massima, poi nel gennaio del 1946 fu stabilito un cessate il fuoco e successivamente convocata una Conferenza politica consultiva composta da 38 delegati comunisti, nazionalisti e di altri partiti. Nonostante ciò le trattative andarono rapidamente incontro ad un fallimento: i principî concordati infatti vennero presto disattesi, riportando il paese nella guerra civile.
Se il 1947 rappresentò un anno abbastanza duro per i comunisti - l'esercito nazionalista, finanziato dagli Stati Uniti, era più numeroso e meglio equipaggiato - nel corso dell'anno successivo l'avanzata dell'Esercito Popolare di Liberazione divenne sempre più inarrestabile. In particolare Pechino venne già presa il 31 gennaio; in aprile cadde Nanchino, seguita da Wuhan e Shanghai a maggio, Canton in ottobre e Chongqing in novembre.
Il 1º ottobre del 1949 Mao Zedong proclamava la nascita della Repubblica Popolare Cinese, sancendo così la vittoria dei comunisti. I nazionalisti, guidati da Chiang Kai-shek, fuggirono dal continente in dicembre rifugiandosi a Taiwan.

## Ordinamento dello Stato

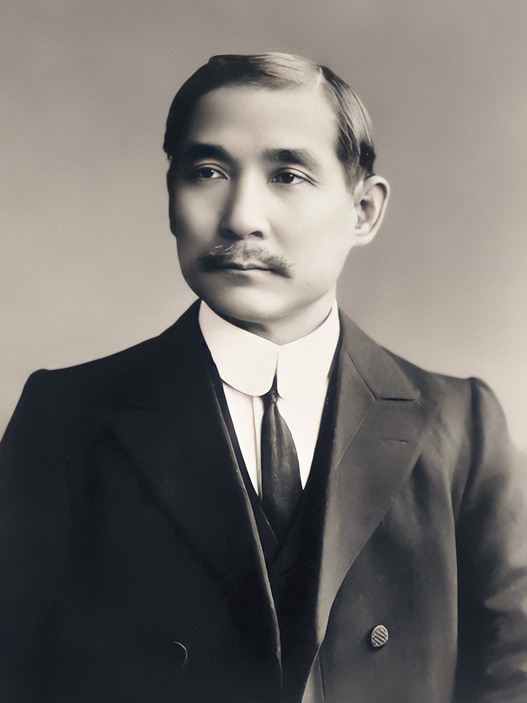
Sun Yat-sen, considerato il padre della Repubblica cinese, nel 1912

### Istituzioni
Al vertice dello Stato era posto un presidente che veniva eletto dal parlamento e il cui incarico durava cinque anni; era coaudivato nelle sue funzioni da un vicepresidente. Capo dell'esecutivo era il primo ministro, responsabile nei confronti del presidente, che formava un gabinetto di governo formato da ministri di tipo occidentale. Il potere legislativo era affidato ad un parlamento che prese il nome di Assemblea nazionale. Tuttavia l'assemblea venne spesso sciolta e riconvocata più volte, rimanendo soggetta al potente di turno.
Il sistema istituzionale venne parzialmente riformato dal Partito nazionalista dopo la presa del potere nel 1928, articolandolo in cinque Yuan ("poteri"): Yuan esecutivo, Yuan legislativo, Yuan giudiziario, Yuan di controllo e Yuan d'esame. Ciascuno di questi era retto da un presidente, il più importante dei quali era quello dello Yuan esecutivo - di fatto il primo ministro.

#### Elezioni
- Elezioni presidenziali provvisorie nella Repubblica di Cina del 1911
- Elezioni presidenziali provvisorie nella Repubblica di Cina del 1912
- Elezioni presidenziali nella Repubblica di Cina del 1913
- Elezioni presidenziali nella Repubblica di Cina del 1918

### Costituzione
Con la fondazione della Repubblica nel 1912 venne stesa una costituzione provvisoria; il profondo clima di instabilità politica impedì l'elaborazione di una carta costituzionale definitiva, per cui il testo provvisorio rimase sostanzialmente in vigore per parecchio tempo. Nel frattempo vennero proposte diverse bozze che però non giunsero ad una stesura finale, come nel 1923 e nel 1925.
La costituzione si rivelò piuttosto ambigua lasciando spazio a continui conflitti tra le diverse istituzioni come il presidente, il primo ministro e il parlamento.

### Simboli

Bandiera "dei cinque colori" (1912-1928)
Bandiera "nazionalista" (1928-1949)

## Politica

### Tendenza al militarismo

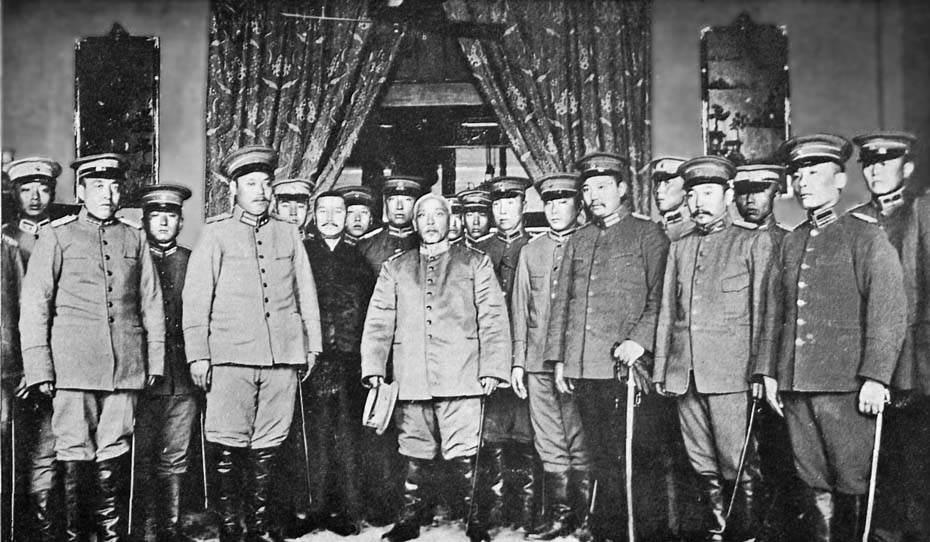
Yuan Shikai assume la carica di Presidente della Repubblica

Per tutta la sua durata, ma in particolar modo fino alla fine degli anni Venti, la repubblica cinese vide uno spiccato orientamento della politica verso la militarizzazione. Il contesto di forte instabilità politica e sociale, spesso sfociato in guerre civili, portò infatti all'imporsi di figure provenienti dagli ambienti militari. La costruzione del moderno stato cinese fu accompagnata dal forte sostegno degli eserciti, come dimostra la sovrapposizione della leadership politica e militare in figure come Yuan Shikai, Mao Zedong o Chang Kai-shek.

### Ideologie
Gli sviluppi politici della Repubblica, soprattutto nella sua prima fase, furono debitori delle azioni e delle idee di riforma già presenti verso la fine dell'Ottocento durante la dinastia Qing. Tuttavia, diversi furono gli apporti intellettuali al progresso sociale e politico della Cina moderna.
In generale ci furono diverse tendenze anti-confuciane e anti-tradizionaliste che si manifestarono per esempio nel cosiddetto "Movimento di Nuova Cultura", sviluppatosi a partire dal 1915. Fulcro delle rivendicazioni progressiste era la riforma linguistica: ad esempio la rivista Gioventù nuova, fondata da Chen Duxiu, era pubblicata in baihua, ovvero la lingua vernacolare, e non in lingua letteraria.
Altri intellettuali invece sostennero la validità della tradizione culturale cinese, pur reinterpretata alla luce delle nuove esigenze e dei moderni cambiamenti; ancora, altre ideologie di derivazione occidentale che si diffusero in Cina durante la prima metà del Novecento furono il marxismo (in particolar modo il leninismo) e l'anarchismo.

## Società

### Popolazione
La Repubblica di Cina contava circa 430 milioni di abitanti nel 1912, cresciuti a 500 milioni nel 1933.
Nel 1912 la repubblica governava il 32,21% della popolazione mondiale.